# Celerena proxima
Celerena proxima là một loài bướm đêm trong họ Geometridae.